# Репакуши
Репакуши — посёлок в составе Пичеурского сельского поселения Чамзинского района Республики Мордовия.

## География
Находится на расстоянии примерно 9 километров по прямой на юг от районного центра посёлка Чамзинка.

## История
Основан после отмены крепостного права, в 1894 году деревня Репекужа учтена с 45 дворами, название в переводе с мордовского означает выкорчеванное место в лесу (для посева).

## Население
Постоянное население составляло 33 человека (мордва 94 %) в 2002 году, 17 в 2010 году.